# Хронологія рекордів Європи з бігу на 1500 метрів серед чоловіків (коротка доріжка)
Рекорди Європи з бігу на 1500 метрів у приміщенні визнаються Європейською легкоатлетичною асоціацією з-поміж результатів, які показали європейські легкоатлети в приміщенні, за умови дотримання встановлених вимог.
Рекорди Європи з бігу на 1500 метрів у приміщенні фіксуються з 1987.

## Хронологія рекордів
| Час                                   | Атлет                         | Місто         | Дата       | Примітки          |
| ------------------------------------- | ----------------------------- | ------------- | ---------- | ----------------- |
| 3.36,03                               | Хосе Луїс Гонсалес Іспанія    | Ов'єдо        | 01.03.1986 |                   |
| 3.35,6h+                              | Маркус О'Салліван Ірландія    | Іст-Ратерфорд | 10.02.1989 | [ 1 ]             |
| 3.34,20                               | Пітер Елліотт Велика Британія | Севілья       | 27.02.1990 |                   |
| 3.33,32                               | Андрес Мануель Діас Іспанія   | Пірей         | 24.02.1999 |                   |
| 3.31,80                               | Якоб Інгебрігтсен Норвегія    | Льєвен        | 09.02.2021 | [ 2 ] [ 3 ] [ 4 ] |
| 3.30,60                               | Якоб Інгебрігтсен Норвегія    | Льєвен        | 17.02.2022 | [ 5 ] [ 6 ] [ 7 ] |
| 3 роки, 39 днів від дати встановлення |                               |               |            |                   |